# تاس‌ماهی آدریاتیک
تاس‌ماهی آدریاتیک (نام علمی: Acipenser naccarii) نام یک گونه از تیره ماهیان خاویاری است.